# 布里苏马塔
布里苏马塔（法語：Brie-sous-Matha，法語發音：[bʁi su mata]，意为“马塔下方的布里”）是法国滨海夏朗德省的一个市镇，位于该省东部，属于圣让当热利区。

## 地理
布里苏马塔（45°49'8"N, 0°15'1"W）面积6.3 平方千米，位于法国新阿基坦大区滨海夏朗德省，该省份为法国西部滨海省份，北起旺代省，西临大西洋，南至吉倫特省，东南接多爾多涅省，东北接德塞夫勒省接壤，东临夏朗德省。
与布里苏马塔接壤的市镇（或旧市镇、城区）包括：布雷维尔、巴朗、卢济尼亚克、索纳克。

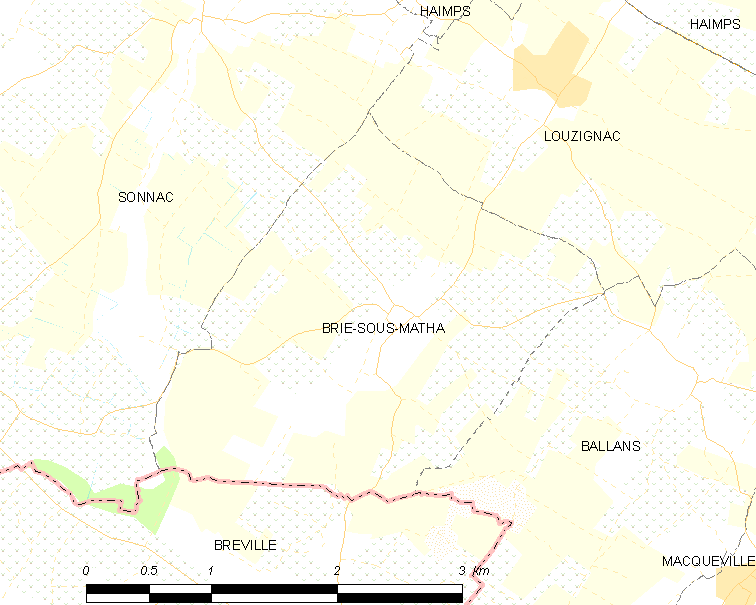
布里苏马塔的OSM定位图

布里苏马塔的时区为UTC+01:00、UTC+02:00（夏令时）。

## 行政
布里苏马塔的邮政编码为17160，INSEE市镇编码为17067。

## 政治
布里苏马塔所属的省级选区为马塔县。

## 人口

1962-2008年间布里苏马塔人口变化图示

布里苏马塔于2022年1月1日时的人口数量为170人。